# Kallaste (Rõuge)
Kallaste (Võro: Kallastõ) is een plaats in de Estlandse gemeente Rõuge, provincie Võrumaa. De plaats heeft de status van dorp (Estisch: küla).
De plaats behoorde tot in oktober 2017 tot de gemeente Mõniste. In die maand werd Mõniste bij de gemeente Rõuge gevoegd.

## Bevolking
Het dorp had 29 inwoners op 31 december 2011 en 34 inwoners op 31 december 2021.

## Ligging
Kallaste ligt op de splitsing van de rivieren Mustjõgi en Ahelo. De naam van het dorp is afgeleid van het Estische woord kallas, ‘oever’.

## Geschiedenis
Kallaste werd voor het eerst genoemd in 1870 onder de naam Uskunna, een school op het landgoed van Saru. Vermoedelijk sloot de school zijn deuren in het eerste kwart van de 20e eeuw en verhuisden de leerlingen naar de school van Saru. Rond de plaats waar de school had gestaan ontstond een boerderij, die de naam Kallaste kreeg en later nederzetting werd. In 1970 kreeg ze de status van dorp. In 1977 werden de buurdorpen Ala-Põru en Keräandsi bij Kallaste gevoegd.